# Boloria latevirida
Boloria latevirida är en fjärilsart som beskrevs av Ruggero Verity 1950. Boloria latevirida ingår i släktet Boloria och familjen praktfjärilar. Inga underarter finns listade i Catalogue of Life.